# Marquesado de Villavieja
El marquesado de Villavieja es un título nobiliario español creado el 24 de mayo de  1713, "con carácter personal", por el rey Felipe V a favor de María Teresa de Cañas Altamirano y Acuña, era hija de Juana María Altamirano y Acuña VI marquesa de Vallecerrato y de Luis Baltasar de Cañas y Castilla de Portugal (1648-1713), a quién realmente se le concedía el título, que no llegó a ostentar por morir ese mismo año.
Este título fue declarado perpetuo el 18 de junio de 1845 a favor de Luis Hurtado de Zaldívar y Fernández de Villavicencio, tataranieto de Francisco Antonio de Cañas y Altamirano, quién era hermano de la primera marquesa.

## Marqueses de Villavieja
|                            | Titular                                                      | Periodo             |
| Creado por Felipe V        | Creado por Felipe V                                          | Creado por Felipe V |
| -------------------------- | ------------------------------------------------------------ | ------------------- |
| I                          | María Teresa de Cañas Altamirano y Acuña                     | 1713-1737           |
| Rehabilitado por Isabel II |                                                              |                     |
| II                         | Luis Hurtado de Zaldívar y Fernández de Villavicencio        | 1845-1868           |
| III                        | José Manuel Hurtado de Zaldívar y Fernández de Villavicencio | 1869-1894           |
| IV                         | Petronila de Salamanca y Hurtado de Zaldívar                 | 1894-1956           |
| V                          | José Manuel de Escandón y Salamanca                          | 1956-1958           |
| VI                         | María Teresa de Escandón y Pardo                             | 1958-actual titular |

## Historia de los marqueses de Villavieja
- María Teresa de Cañas Altamirano y Acuña| (1683-1737), I marquesa de Villavieja (con carácter personal).

Declarado perpetuo en 1845 a favor de su sobrino tataranieto:
- Luis Hurtado de Zaldívar y Fernández de Villavicencio (1824-1868), II marqués de Villavieja, I Vizconde de Portocarrero (1867), casado en 1854 con Luisa de las Asturias Bohorques (1823-1888), viuda del marqués de Mondéjar. No tuvieron sucesión.

Le sucedió su hermano:
- José Manuel Hurtado de Zaldívar y Fernández de Villavicencio (1811-1894). III marqués de Villavieja, III Vizconde de Portocarrero (1869), IV Condé de Zaldívar (1869).

1. Casó con Isabel de Heredia y Livermore, hija de Manuel Agustín Heredia.

Le sucedió, de su hija María del Carmen Hurtado de Zaldívar y Heredia, que había casado con Fernando de Salamanca y Livermore, II conde de los Llanos, la hija de ambos, por tanto su nieta:
- Petronila de Salamanca y Hurtado de Zaldívar (n. en 1869), IV marquesa de Villavieja.

1. Casó con José Manuel Escandón y Barrón.

Le sucedió su hijo:
- José Manuel de Escandón y Salamanca (¿? - 1 de marzo de 1997), V marqués de Villavieja.

Casó con Carmen Pardo Heeren
Le sucedió su hija:
- María Teresa de Escandón y Pardo (San Sebastián, Guipúzcoa, 2 de marzo de 1933), VI marquesa de Villavieja.

Casó con Graf Zsigmond Batthyány de Német-Ujvár